# Manto Mavrogenous
Manto Mavrogenous (in greco Μαντώ Μαυρογένους?; Trieste, 1796 – Paro, luglio 1848) è stata una rivoluzionaria greca, eroina della Guerra d'indipendenza greca.

## Biografia
Manto Mavrogenous nacque a Trieste, allora sotto il dominio della monarchia asburgica, e che oggi si trova in Italia. Ella era la figlia di un mercante e membro dell'Eteria degli Amici, Nikolaos Mavrogenes, e di Zacharati Chatzi Bati. Uno dei suoi antenati, il prozio di suo padre, Nikolaos Mavrogenis, era un dragomanno della Flotta e un principe della Valacchia. Il suo nome di battesimo era Adamantia Magdalini Mavrogenous (in greco Αδαμαντία Μαγδαληνή Μαυρογένους?) e a Trieste era nota con il soprannome di "Bella greca".
Questa bella donna con una discendenza aristocratica crebbe in una famiglia educata, influenzata dall'età dei lumi. Studiò la filosofia e la storia greca antica in un collegio triestino e parlava fluentemente il francese, l'italiano e il turco.

### Guerra d'indipendenza greca

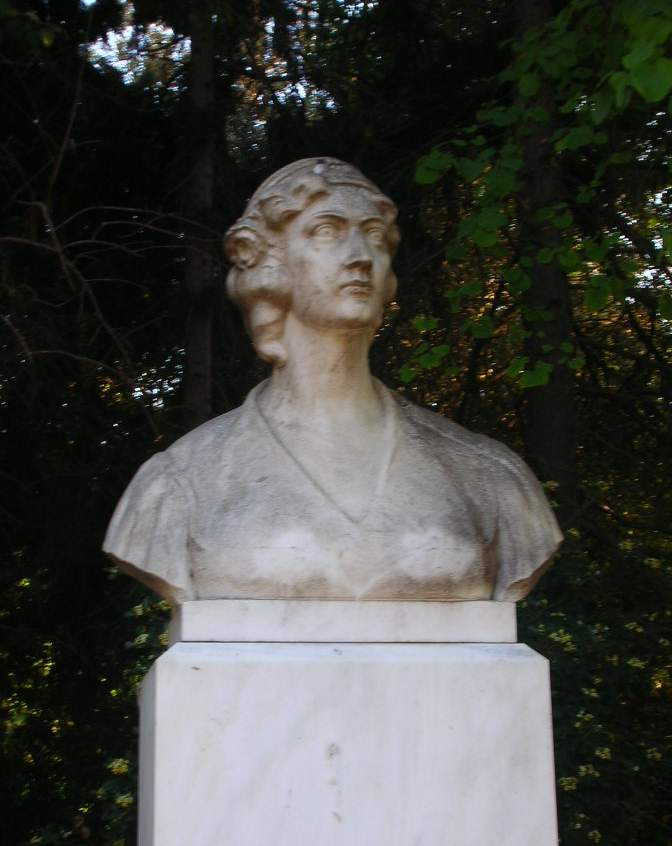
Un busto di Manto Mavrogenous ad Atene.

Nel 1809, lei e la sua famiglia si trasferirono a Paro, dove seppe da suo padre che l'Eteria degli Amici stava preparando quella che sarebbe divenuta la rivoluzione greca, e nel 1818, dopo la morte del padre, partì alla volta di Tino. Quando iniziarono gli scontri, andò a Micono, l'isola d'origine della famiglia, e invitò i capi miconiani a unirsi alla rivoluzione.
Si equipaggiò, si fornì di uomini e divenne una corsara a proprie spese, mettendo insieme due navi con le quali inseguiva i pirati che attaccavano Micono e le altre isole delle Cicladi. Il 22 ottobre 1822, i miconiani respinsero i turchi ottomani, che erano sbarcati sull'isola, sotto la sua guida. Equipaggiò inoltre 150 uomini per fare una campagna nel Peloponneso e inviare dei rinforzi e un sostegno finanziario a Samo, quando l'isola era minacciata dai turchi. In seguito, Mavrogenous inviò un altro corpo di cinquanta uomini in Peloponneso, che presero parte all'assedio di Tripolizza e alla caduta della città nelle mani dei ribelli greci. Ella spese dei soldi per l'assistenza dei soldati e delle loro famiglie, la preparazione di una campagna in Grecia settentrionale e il sostegno di vari filelleni.
In seguito mise insieme una flotta di sei navi e una fanteria che consisteva di sedici compagnie, con cinquanta uomini ciascuna, e prese parte alla battaglia di Caristo nel 1822. Finanziò una campagna a Chio, ma non riuscì ad evitarne il massacro. Un altro gruppo di cinquanta uomini fu inviato per rinforzare Nikitaras nella battaglia di Dervenakia. Quando la flotta ottomana spuntò nelle Cicladi, ella tornò a Tino e vendette i suoi gioielli per finanziare l'arruolamento di duecento uomini che combatterono il nemico e curare teneramente duecento persone che erano sopravvissute al primo assedio di Missolungi. I suoi uomini parteciparono in molte altre battaglie, come quelle del Pelio, della Ftiotide e Livadeia. Se gli storici greci contemporanei spesso tralasciarono questa figura, Manto venne ricordata dallo scrittore francese François Pouqueville, che contribuì alla sua fama fuori dall'Ellade.
Mavrogenous condusse delle spedizioni illuministiche in Europa e indirizzò un appello alle donne di Parigi affinché si schierassero con i greci. Si trasferì a Nauplia nel 1823, così da trovarsi nel cuore della lotta, lasciando la sua famiglia e venendo disprezzata persino da sua madre a causa delle sue scelte. Fu in questo periodo che Mavrogenous incontrò Demetrio Ypsilanti, con il quale presto si fidanzò. In poco tempo, divenne famosa in tutta Europa per la sua bellezza e il suo coraggio. Ma nel maggio dello stesso anno, la sua casa fu bruciata completamente e la sua fortuna venne rubata, perciò andò a Tripoli per vivere con Ypsilanti, dove Papaflessas le fornì del cibo.

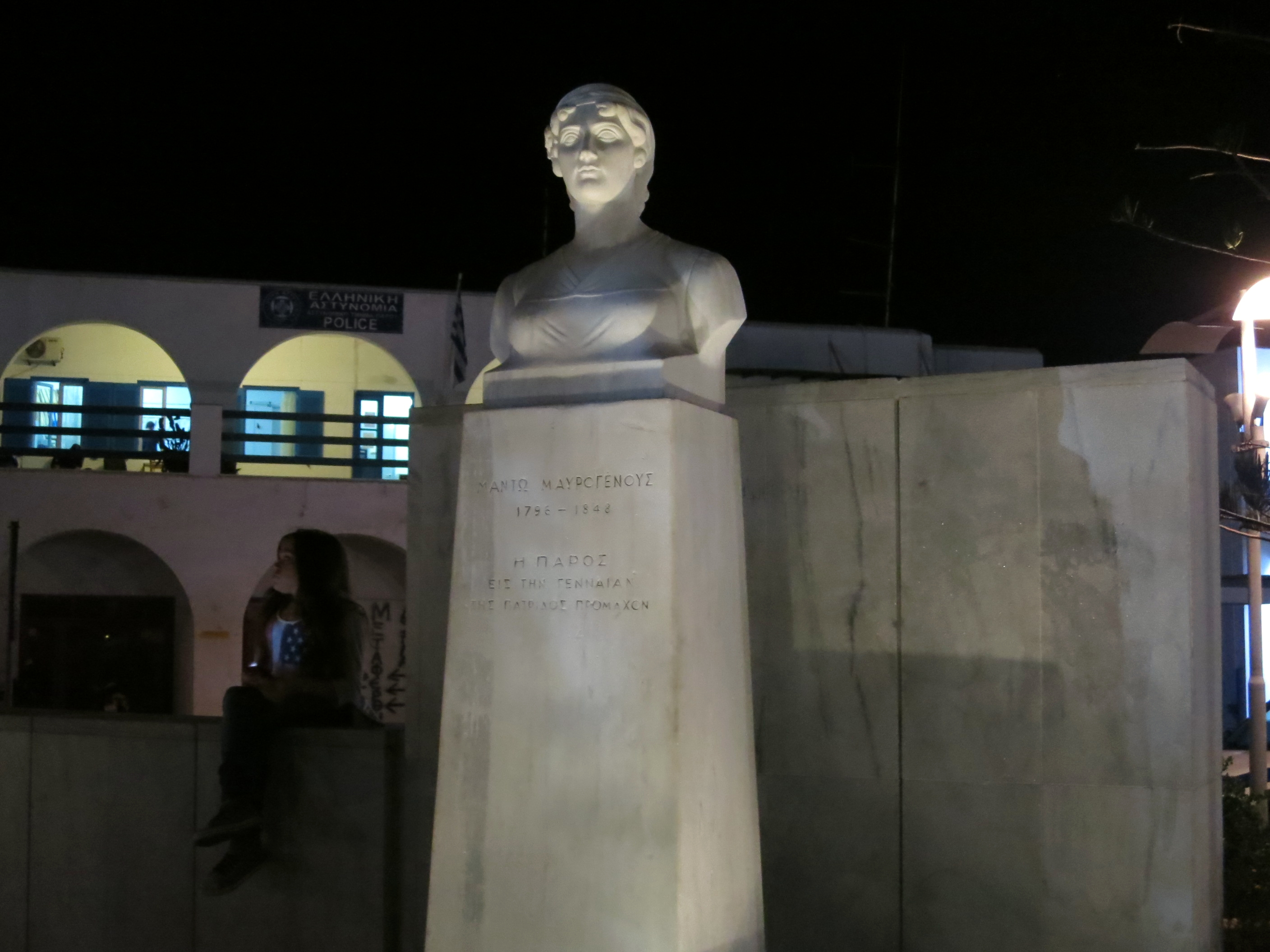
Un monumento a Manto Mavrogenous nell'isola di Paro.

La relazione di Mavrogenous con Demetrio Ypsilanti venne contrastata da molti politici potenti che vedevano una minaccia nell'unificazione di due famiglie potenti che detenevano delle affiliazioni filorusse. Il capo dei suoi oppositori in Grecia era Ioannis Kolettis. Dopo la relazione tornò a Nauplia, dove visse, profondamente depressa, destituita e senza che i soldi che aveva dato per varie battaglie le furono rimborsati. Dopo la morte di Ypsilanti e i suoi conflitti politici con Ioannis Kolettis, venne esiliata da Nauplia e tornò a Micono, dove si occupò nello scrivere le sue memorie.
Quando la guerra finì, Giovanni Capodistria le conferì il grado di luogotenente generale e le garantì una dimora a Nauplia, dove si trasferì. Ella possedeva una spada pregiata, con l'iscrizione "Δίκασον Κύριε τους αδικούντας με, τους πολεμούντας με, βασίλευε των Βασιλευόντων", che si traduce in "Signore, giudica coloro che mi fanno torto, regna sui re". Si diceva che quella spada provenisse dai tempi di Costantino il Grande e Mavrogenous la diede a Capodistria.

### Ultimi anni
Mavrogenous si trasferì a Paro nel 1840, dove risiedevano alcuni dei suoi parenti, e visse fino alla morte in una casa che è ancora di proprietà privata. La sua casa si trova vicino la basilica della Madonna (Panagia Ekatontapyliani), che secondo la tradizione fu fondata da sant'Elena, la madre di Costantino il Grande. Mavrogenous morì a Paro nel luglio del 1848, sola e impoverita, avendo speso tutta la sua fortuna per la guerra d'indipendenza.

## Eredità

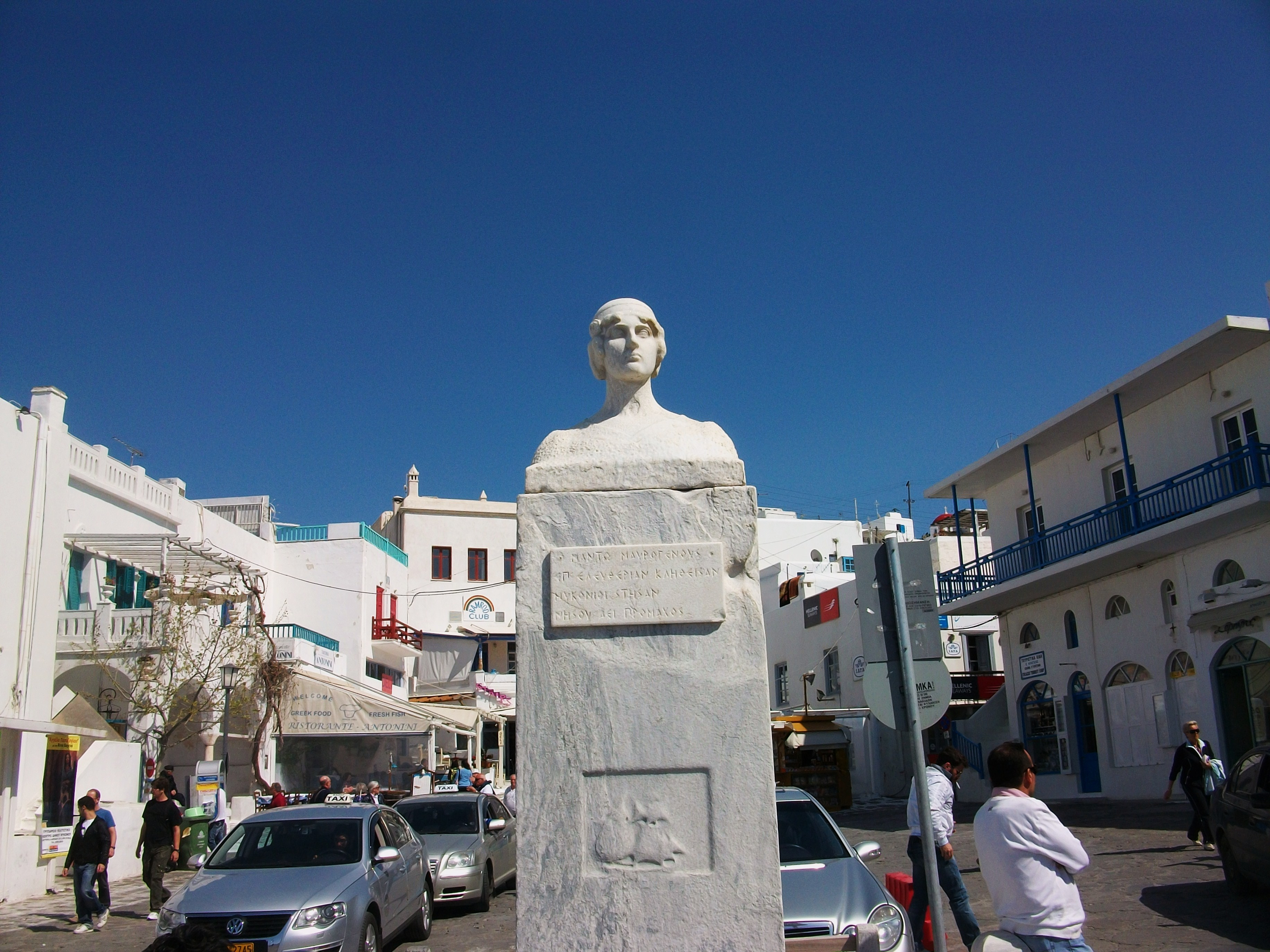
Un busto di Mavrogenous situato nella capitale di Micono.

- La piazza centrale nella città di Micono porta il suo nome e ospita un suo busto più grande del vero. Anche la piazza principale della città portuale di Paroikia a Paro porta il suo nome. La Grecia ha onorato la sua eroina dedicandole varie strade per tutto il paese.
- Il governo greco ha coniato varie monete commemorative in suo onore,[7] e Mavrogenous era ritratta nel rovesco della moneta da 2 dracme greche in circolazione tra il 1988 e il 2001.[8]
- Nel 1971 venne realizzata una pellicola sulla sua vita, intitolata Manto Mavrogenous, nella quale venne interpretata da Tzeni Karezi.[9]
- Nel 2021, venne messa in scena l'opera teatrale Manto, la bella greca del direttore artistico del teatro municipale del Pireo, Lefteris Giovanidis.[9]
- Nel 2022, l'aeroporto dell'isola di Micono venne ribattezzato in suo onore.[10]